# Арабский суперкубок по футболу

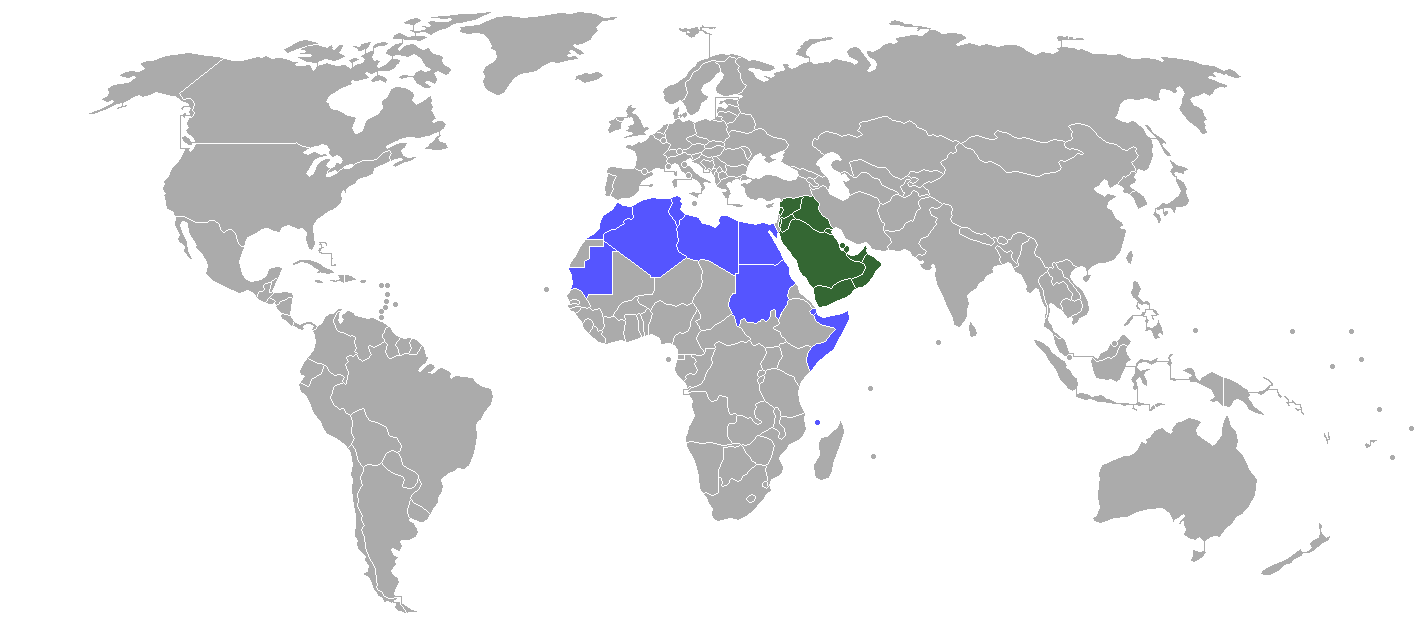
Члены союза арабских футбольных ассоциаций

Арабский суперкубок (араб. كأس السوبر العربية‎) — футбольное соревнование для клубов из арабских стран, представлявшее собой мини-турнир между финалистами Арабского кубка чемпионов и Арабского кубка обладателей кубков. Первый такой мини-турнир состоялся в 1992 году и имел неофициальный статус, последний — в 2001 году, после чего данное соревнование было отменено из-за объединения Арабского кубка чемпионов с Арабским кубком обладателей кубков в один турнир.

## Победители и финалисты
| Год  | Победитель                     | Финалист                       |
| ---- | ------------------------------ | ------------------------------ |
| 2001 | Аль-Хиляль · Саудовская Аравия | Аль-Наср · Саудовская Аравия   |
| 2000 | Аль-Шабаб · Саудовская Аравия  | Аль-Фейсали · Иордания         |
| 1999 | МК Оран · Алжир                | Аль-Джайш · Сирия              |
| 1998 | Аль-Ахли · Египет              | Клаб Эфрикан · Тунис           |
| 1997 | Аль-Ахли · Египет              | Олимпик · Марокко              |
| 1996 | Эсперанс · Тунис               | Эр-Рияд · Саудовская Аравия    |
| 1995 | Аль-Шабаб · Саудовская Аравия  | Аль-Хиляль · Саудовская Аравия |
| 1992 | Видад · Марокко                | Аль-Хиляль · Саудовская Аравия |

## Рекорды

### По странам
| Страна            | Победитель | Финалист |
| ----------------- | ---------- | -------- |
| Саудовская Аравия | 3          | 4        |
| Египет            | 2          | 0        |
| Марокко           | 1          | 1        |
| Тунис             | 1          | 1        |
| Алжир             | 1          | 0        |

### Титулы клубов
| Поз | Клуб       | Титулы | Последний | Первый |
| --- | ---------- | ------ | --------- | ------ |
| 1   | Аль-Шабаб  | 2      | 2000      | 1995   |
| 2   | Аль-Ахли   | 2      | 1998      | 1997   |
| 3   | Видад      | 1      | 1992      | 1992   |
| 4   | Эсперанс   | 1      | 1996      | 1996   |
| 5   | МК Оран    | 1      | 1999      | 1999   |
| 6   | Аль-Хиляль | 1      | 2001      | 2001   |